# Gmina Union (hrabstwo Davis)

Położenie Gminy Union w hrabstwie Davis

Gmina Union (ang. Union Township) – gmina w USA, w stanie Iowa, w hrabstwie Davis. Według danych z 2000 roku gmina miała 305 mieszkańców, a jej powierzchnia wynosi 94,69 km².